# ラーチャサーン郡
座標: 北緯13度46分56秒 東経101度16分54秒 / 北緯13.78222度 東経101.28167度
ラーチャサーン郡（ラーチャサーンぐん）はタイ中部・チャチューンサオ県の郡（アムプー）である。

## 名称
ラーチャサーンとは元々は郡内にある村の名前で、「王の手紙」を意味する。かつては同じ読み同じ意味で ราชสาร と書かれた。これは地元の伝承に由来する。かつて、夜叉のナーン・ヤックソンタマーラティーが娘のナーン・メーリーに手紙を書き、王の車に乗せて運んだが、この地域にある村で王の車が立ち止まった。仙人はこの手紙を書き換えた。これを記念して、この地にラーチャサーンという名前が付けられた。

## 歴史
1997年、パノムサーラカーム郡から分離して分郡（キンアムプー）として成立した。1994年、郡（アムプー）に昇格した。

## 地理
郡はバーンパコン川の支流の形成した平地にある。主な河川はターラート川、クーモーン川、ナムティエン川である。

## 経済
主な産業は農業、畜産、魚・エビの養殖、サラリーマン業である。主要な農産物はコメやマンゴーなどの果実類である。

## 行政区分
郡は3のタムボンに分かれ、さらにその下位に31の村（ムーバーン）がある。自治体（テーサバーン）はない。郡内には3のタムボン行政体（オンカーンボーリハーンスワンタムボン）がある。
1. タムボン・バーンカー・・・ตำบลบางคา
2. タムボン・ムアンマイ・・・ตำบลเมืองใหม่
3. タムボン・ドンノーイ・・・ตำบลดงน้อย